# Ruby & The Rockits
Ruby & The Rockits (2009) – amerykański serial komediowy stworzony przez Shauna Cassidy i Eda Yeagera. Wyprodukowany przez Shaun Cassidy Productions i ABC Studios.
Światowa premiera serialu miała miejsce 21 lipca 2009 roku na antenie ABC Family. Ostatni odcinek serialu został wyemitowany 22 września 2009 roku.
Dnia 12 września 2009 roku serial został anulowany.

## Obsada
- Patrick Cassidy jako Patrick Gallagher
- David Cassidy jako David Gallagher
- Katie A. Keane jako Audie Gallagher
- Alexa Vega jako Ruby Gallagher
- Austin Butler jako Jordan Gallagher
- Kurt Doss jako Ben Gallagher

## Spis odcinków
| Światowa premiera | N/o | Angielski tytuł                         |
| ----------------- | --- | --------------------------------------- |
|                   |     |                                         |
| SERIA PIERWSZA    |     |                                         |
|                   |     |                                         |
| 21.07.2009        | 01  | Pilot                                   |
|                   |     |                                         |
| 28.07.2009        | 02  | Save the Last Dunce for Me              |
|                   |     |                                         |
| 04.08.2009        | 03  | Do You Want Me to Blow a Secret?        |
|                   |     |                                         |
| 11.08.2009        | 04  | It's My Party and I'll Lie If I Want To |
|                   |     |                                         |
| 18.08.2009        | 05  | Papas Don't Preach                      |
|                   |     |                                         |
| 25.08.2009        | 06  | Hot for Spanish Teacher                 |
|                   |     |                                         |
| 01.09.2009        | 07  | We Are Family?                          |
|                   |     |                                         |
| 08.09.2009        | 08  | We Aren't the Champions                 |
|                   |     |                                         |
| 15.09.2009        | 09  | 50 Ways to Heave Your Mother            |
|                   |     |                                         |
| 22.09.2009        | 10  | Smells Like Teen Drama                  |
|                   |     |                                         |